# Зубарев, Иосиф Егорович
Иосиф Егорович Зубарев (2 ноября 1907, Лопатино, Могилёвская губерния — 10 января 1944, Монастырищенский район, Винницкая область) — советский военачальник, полковник, командир 340-й стрелковой дивизии.

## Биография
Родился 2 ноября 1907 года в деревне Лопатино. Национальность — русский (в более поздних документах указывается национальность — белорус).
Семья — семь человек; мать, отец, три брата и сестра. До революции 1917 г. родители крестьяне-середняки занимались своим хозяйством в д. Лопатино. Позднее земля была национализирована, и с 1934 г. они трудились в колхозе «Новичи» Гомельской области.
В 1924 г. окончил семилетку. С 1924 г. по 1926 г. занимался крестьянством в своем хозяйстве, д. Лопатино. В 1926-29 гг. учился в Гомельском педагогическом техникуме. Профессия — учитель. В течение всего обучения учился на гос. стипендии по 2-й категории. В 1929-30 гг. — заведующий школой и педагог в Ивановской сельской школе Шипиловского с/с Лоевского района Гомельской области. 1930 г. — заведующий и педагог в Жгунской семилетней школе Гомельского района. 1930 г. — женат на гражданке Москвичевой Софии Фёдоровне 1908 г. рождения, уроженке села Шарпилово Лоевского района Гомельской области. Развёлся как с чуждой. Затем женат на гражданке Апш Лидии Индриковне 1910 г. рождения, уроженке села Грудиновка Могилёвского района Могилёвской области. С 1930 года началась военная карьера, закончившаяся 10 января 1944 года — гибелью на Украинском фронте.
Жена с двумя детьми (Эдуард и Владимир, 1939 и 1941 г.р.) в 1942-43 гг. находилась в Башкирской АССР в эвакуации.
На момент гибели проживала по адресу: г. Москва, Петровка 26, кв.369.

## Военная карьера

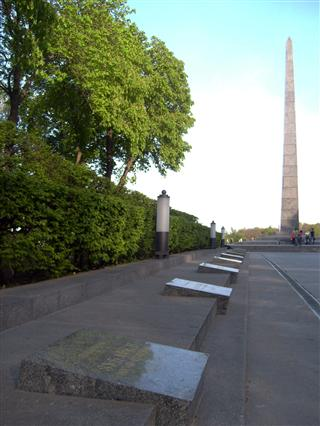
Памятник Вечной Славы на могиле Неизвестного солдата в Киеве

- 10.1930 — 10.1931 гг. — курсант-одногодник при 111-м стрелковом полку 37-й стрелковой дивизии, г. Жиздра.
- 10.1931 — 12.1931 г. — командир взвода 111-го стрелкового полка 37-й стрелковой дивизии.
- 12.1931 — 10.1932 гг. — командир взвода 109-го стрелкового полка 37-й стрелковой дивизии, г. Калинковичи.
- 10.1932 — 10.1934 гг. — командир учебного пульвзвода 109-го стрелкового полка 37-й стрелковой дивизии, г. Калинковичи.
- 10.1934 — 05.1936 гг. — командир учебной пульроты 109-го стрелкового полка 37-й стрелковой дивизии, г. Калинковичи.
- 05.1936 — 12.1936 гг. — начальник штаба учебного батальона 243-го стрелкового полка 81-й стрелковой дивизии, г. Минск.
- 12.1936 — 11.1938 гг. — помощник начальника штаба 323-го (243-го) стрелкового полка 81-й стрелковой дивизии, г. Минск.
- 11.1938 — 1939 гг. — начальник штаба 323-го стрелкового полка 81-й стрелковой дивизии.
- 1939 г. — стал кандидатом в члены ВКП(б).
- 1939—1940 гг. — начальник штаба 161-го стрелкового полка 95-й стрелковой дивизии.
- Участвовал в Белофинской войне на Карельском перешейке, а также в Польском походе РККА в должности командира полка.
- 1940 г. — 3 марта ранение в шею на Финском фронте (из строя не выбыл).
- 11.1940 г. назначен начальником 1-го отделения штаба 102-й стрелковой дивизии г. Кременчуг[2].
- 12 декабря награждён орденом Красного Знамени за Белофинскую войну.
- Присвоено очередное звание — майор.
- 1941 г. — поступил в академию имени Фрунзе, г. Москва.
- 19 октября назначен начальником штаба вновь формируемой 27-й отдельной стрелковой бригады, в городе Павлово Горьковской области[3].
- Присвоено очередное звание — подполковник. Вступил в ВКП(б).
- 5.02.1942 г. — назначен исполняющим должность командира 27-й отдельной стрелковой бригады Калининского Фронта.
- 30 апреля — ранение в плечо осколком мины на Северо-Западном фронте.
- 13 июня — назначен командиром 316-й стрелковой дивизии (2-го формирования) 9-й резервной армии[4].
- 24 сентября — контузия под Сталинградом.
- Присвоено очередное звание — полковник.
- 9 октября — Военным советом 1-й гвардейской армии отстранен от должности и арестован, впоследствии освобождён из-за прекращения дела и восстановлен в должности командира 316-й стрелковой дивизии (2-го формирования).
- 29.12.1942 — 1943 гг. — слушатель высшей военной академии имени Ворошилова.
- 1943 г. — награждён медалью «За оборону Сталинграда».
- 8 июня — назначен начальником штаба 51-го стрелкового корпуса.
- 21 августа — назначен командиром 340-й стрелковой дивизии.
- В составе 38-й армии участвовал в Сумско-Прилукская операция
- 10 января 1944 г. — убит в бою на 1-м Украинском фронте.

Похоронен в городе-герое Киеве, Памятник Вечной Славы (Киев)

## Награды
- орден Ленина (10.01.1944)[5]
- орден Красного Знамени (21.03.1940)[6][5][7]
- орден Суворова II степени (15.4.1944)[7]
- медаль «За оборону Сталинграда»[5]

1944 г. — 10 января представлен к наградам:
- Медаль «За отвагу» — (не награждён)
- Герой Советского Союза — (не награждён)

(пометка от руки в наградном листе: не представлен, так как 340 стрелковая дивизия форсировала Днепр во 2-м эшелоне)
Также был награждён грамотами от руководства армии, благодарностями и денежными премиями.
В 1943 г. по приказу Верховного Главнокомандующего тов. Сталина в г. Москва устроен салют из 20 залпов в честь успешной операции в районе г. Сумы, 340-я стрелковая дивизия под командованием полковника Зубарева И. Е. была отмечена среди наиболее отличившихся.